# Bösennördlingen
Bösennördlingen ist ein Gemeindeteil der Gemeinde Wörnitz im Landkreis Ansbach (Mittelfranken, Bayern). Bösennördlingen liegt in der Gemarkung Wörnitz.

## Geografie
Das Dorf liegt in mehr als einem halben Kilometer Abstand auf einer flachhügeligen Ebene westlich der Wörnitz zwischen dem Bösennördlinger Graben im Norden, der ihr über den Morrieder Bach und dem Gründleinsgraben, der ihr nach Berührung des südlichen Ortsrandes danach unmittelbar von rechts zuläuft. Im Westen grenzt das Grabenfeld an. Die Kreisstraße AN 5 führt nach Mühlen (2,3 km südlich) bzw. an Morrieden vorbei nach Wörnitz (0,9 km nordöstlich). Eine Gemeindeverbindungsstraße führt zur Kreisstraße AN 16 bei Bastenau (1,5 km westlich).

## Geschichte
1799 gab es im Ort 10 bis 12 Gemeindrechte, die teils preußische, teils hohenlohische und teils rothenburgische Untertanen waren. Die Fraisch übte die Reichsstadt Rothenburg aus.
Mit dem Gemeindeedikt (frühes 19. Jahrhundert) wurde Bösennördlingen dem Steuerdistrikt und der Ruralgemeinde Wörnitz zugewiesen.

### Einwohnerentwicklung
| Jahr      | 001818 | 001840 | 001861 | 001871 | 001885 | 001900 | 001925 | 001950 | 001961 | 001970 | 001987 |
| Einwohner | 50     | 77     | 78     | 60     | 59     | 60     | 58     | 62     | 49     | 48     | 54     |
| Häuser    | 10     | 14     |        |        | 16     | 16     | 15     | 13     | 14     |        | 13     |
| Quelle    | [ 8 ]  | [ 9 ]  | [ 10 ] | [ 11 ] | [ 12 ] | [ 13 ] | [ 14 ] | [ 15 ] | [ 16 ] | [ 17 ] | [ 1 ]  |

## Religion
Der Ort ist seit der Reformation evangelisch-lutherisch geprägt und bis heute nach St. Martin (Wörnitz) gepfarrt. Die Einwohner römisch-katholischer Konfession sind nach Kreuzerhöhung (Schillingsfürst) gepfarrt.